# Гусейнов, Руфат Ильхам оглы
Руфат Ильхам оглы Гусейнов (азерб. Rüfət İlham oğlu Hüseynov) — азербайджанский боксёр, выступающий в легчайшей весовой категории (до 49 кг), победитель вторых юношеских Олимпийских игр, бронзовый призёр чемпионата Европы среди взрослых 2015 года. Представлял Азербайджан на летних Олимпийских играх 2016 года в Рио-де-Жанейро.

## Биография
Руфат Гусейнов родился 25 апреля 1997 года. начал заниматься боксом в 2005 году в родной Гяндже. Тренировал его родной отец Ильхам Гусейнов. В 2011 году победил на юношеском чемпионате Азербайджана. В 2013 году занял первое место на международном турнире в Баку — Кубке Гейдара Алиева. В этом же году на юношеском чемпионате Европы в Анапе занял второе место.
В 2014 году на юношеском чемпионате мира в Софии завоевал бронзовую медаль. В этом же году стал победителем юношеских Олимпийских игр 2014 года в Нанкине. Также в 2014 году Руфат Гусейнов поступил в Академию физкультуры и спорта в Баку.
В 2015 году на чемпионате Европы занял третье место, уступив в полуфинале Харви Хорну из Великобритании. В этом же году дебютировал на чемпионате мира, который проходил в Дохе, став в свои 18 одним из самых молодых боксёров на мировом первенстве. Дойдя до четвертьфинала, Гусейнов проиграл Дмитрию Замотаеву с Украины.
В июне 2016 года на мировом олимпийском квалификационном турнире в Баку, Гусейнов, победив Жозелито Веласкеса из Мексики, пробился в финал, завоевав тем самым лицензию на Олимпиаду в Рио. Победив в финале Самуэля Кармона из Испании, Гусейнов стал победителем турнира.